# Ehrenstein (Blaustein)
Ehrenstein ist ein Stadtteil von Blaustein im Alb-Donau-Kreis in Baden-Württemberg. Die Gemeinde Blaustein entstand am 1. September 1968 durch die Vereinigung der Gemeinden Ehrenstein und Klingenstein. Der Name Blaustein wurde damals neu entwickelt.

## Geschichte
Eine etwa 6.000 Jahre alte jungsteinzeitliche Siedlung am östlichen Ortsrand wurde 1952 bei Grabungen entdeckt. Weitere Ausgrabungen folgten in den Jahren 1960 und 2014. Man fand die Umrisse von ungefähr 60 gut erhaltenen Holzhäusern sowie große Mengen Tonscherben mit verschiedenen Mustern, Tierknochen, Werkzeugen, Geräten und Schmuck aus Stein, Knochen und Geweih von Tieren. Außerdem wurden 200 doppelt durchlochte und verzierte Steinscheiben aus dem örtlichen Kalkstein gefunden, ähnlich dem heutigen Knopf für Kleidungsstücke. Davon sind verschiedene Größen und Herstellungsstadien vorhanden. Die gefundenen Artefakte werden der Schussenrieder Kultur zugeordnet. Im Zuge dieser Ausgrabungen wurden zum Schutz der Fundstelle danach die Häuser nach Abschluss der Arbeiten wieder mit dem Erdaushub zugedeckt.

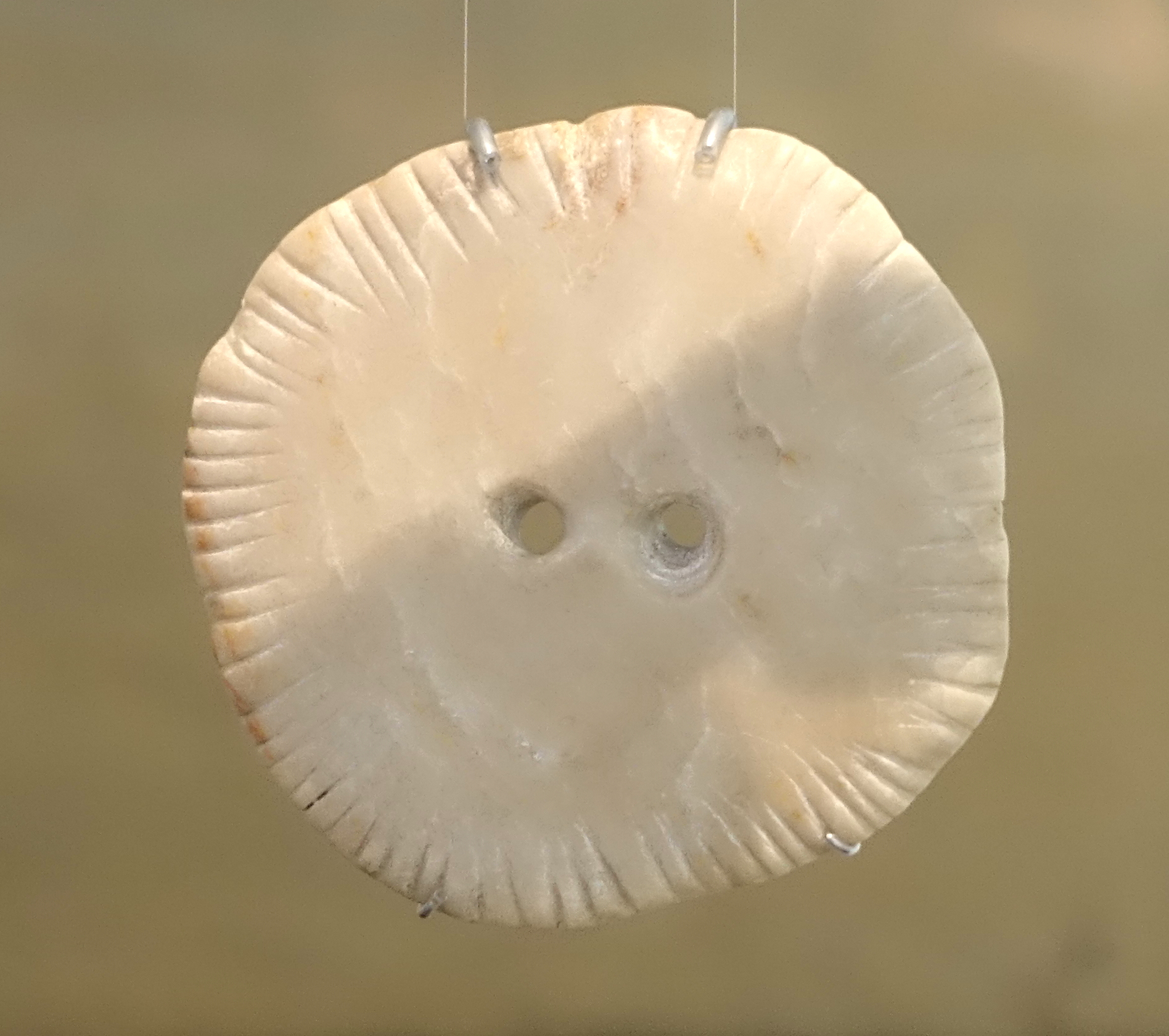
Scheibe mit zwei Löchern
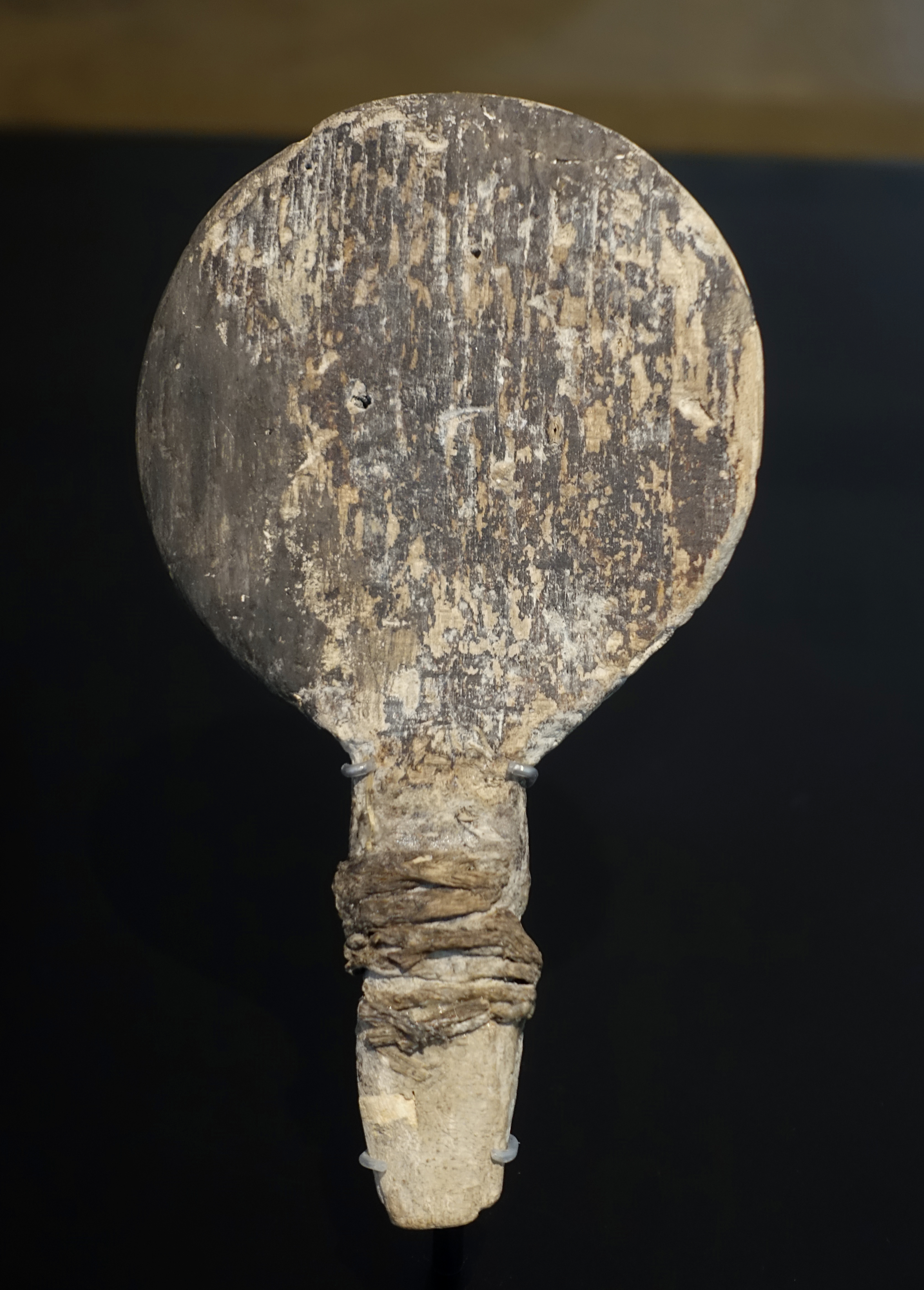
Paddelförmiges Objekt

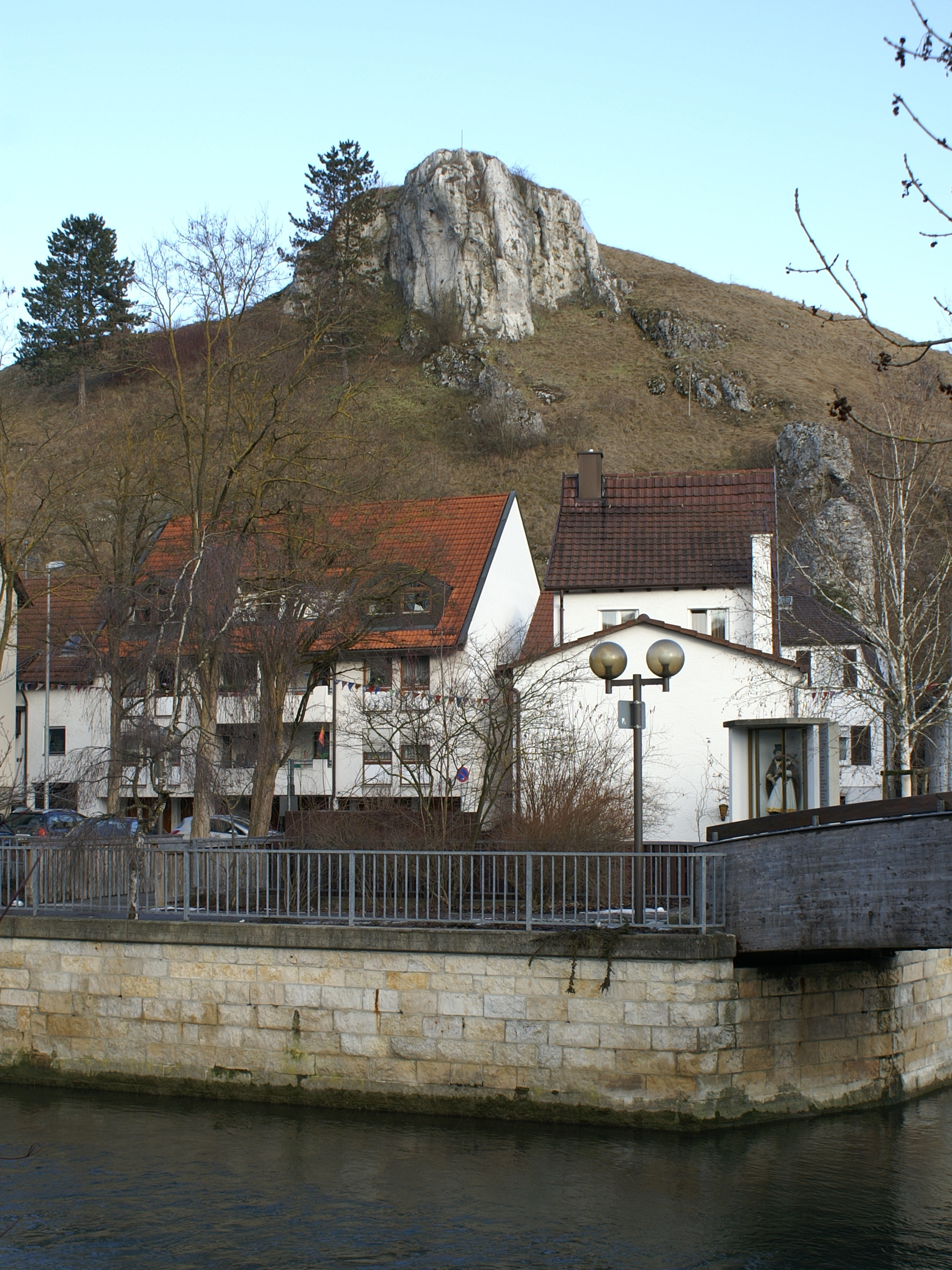
Der ortsbildprägende „Löwenfelsen“, im Vordergrund die Blau

Am Schlossberg entdeckte man verschiedene Keramikfragmente aus der Frühbronzezeit einer Höhensiedlung. Es wird vermutet, dass der Schlossberg während des Römischen Reiches eine bedeutende Rolle spielte. Berichten zufolge wurde Mitte des 18. Jahrhunderts eine wohl lebensgroße römische Götter- oder Kaiserstatue aus Bronze nördlich des Ehrensteiner „Löwenfelsens“ gefunden. Gesandte aus Ulm konnten das Artefakt nicht retten, da die ortsansässigen Bauern unter Beteiligung des Ortspfarrers die Statue vollständig zerstörten. Die Reste wurden an vorbeifahrende Schrotthändler verkauft.
Ehrenstein wird erstmals 1209 überliefert. Der hochmittelalterliche Weiler entstand als Burgflecken in Anlehnung an die gleichnamige Burg auf dem Schlossberg. Auf dieser saßen Ministerialen der Grafen von Dillingen. Die Burg kam über die Grafen von Württemberg und die Grafen von Helfenstein als Erben der Dillinger 1281 an das Kloster Söflingen und wurde auf Befehl König Rudolfs von Habsburg geschleift. 
Dem Kloster Söflingen gelang eine stetige Vermehrung seiner Güter. 1539 kaufte es die Ortsherrschaft von den Schenken von Winterstetten, die Ende des 15. Jahrhunderts die Stein zu Klingenstein beerbt hatten. 
Durch die Säkularisation kam der Ort 1803 an Bayern und durch den Grenzvertrag zwischen Bayern und Württemberg 1810 an das Königreich Württemberg, wo es dem Oberamt Ulm unterstellt wurde. 1938 gelangte Ehrenstein zum Landkreis Ulm. Am 1. September 1968 erfolgte die Vereinigung der Gemeinden Ehrenstein und Klingenstein zur neuen Gemeinde Blaustein.

## Bevölkerungsentwicklung
Es handelt sich um Einwohnerzahlen nach dem jeweiligen Gebietsstand bis 1970 und ohne die heute zugehörigen Ortsteile. Die Zahlen sind Volkszählungsergebnisse oder amtliche Fortschreibungen mit Archivierungen des LEO-BW-Online-Informationssystems für Baden-Württemberg.
| Jahr      | 1852 | 1871 | 1880 | 1890 | 1900 | 1910 | 1925 | 1933 | 1939 | 1950 | 1956 | 1961 | 1970 |
| Einwohner | 319  | 597  | 619  | 612  | 875  | 1762 | 2002 | 2384 | 2767 | 3462 | 4058 | 4668 | 6395 |

## Kultur und Sehenswürdigkeiten
- Das jungsteinzeitliche Dorf in Ehrenstein ist eine bedeutende archäologische Fundstelle in Südwestdeutschland. Der Fundort wurde 2011 mit über 100 weiteren Fundstellen in sechs Alpenländern von der UNESCO in das Inventar des UNESCO-Weltkulturerbes aufgenommen.
- Die heutige katholische Pfarrkirche St. Martin wurde 1982 im Zuge der Neugestaltung der Ortsmitte neu erbaut. Eine ältere Martinskirche (Baujahr 1723) musste trotz Sanierungsversuchen und Umbaumaßnahmen in den Jahren 1935 und 1937 im Jahr 1985 wegen Baufälligkeit abgerissen werden.[4]
- Am Fußweg entlang der Blau steht das Szeklertor, ein kunstvoll geschnitztes Holztor, das von der Partnerstadt Cernat in Rumänien gestiftet wurde. Es repräsentiert die Kultur der Szekler, einer ungarischsprachigen Volksgruppe aus Siebenbürgen.

## Bildung
- Im Kindergarten „Regenbogen“ und in der Kinderkrippe Ehrenstein werden bis zu 110 Kinder im Alter von einem Jahr bis zum Schuleintritt betreut. Der katholische Kindergarten St. Martin kann bis zu 79 Kinder betreuen.
- In der Ortschaft befindet sich die Ludwig-Uhland-Grundschule, in der Kinder in den Klassen 1 bis 4 unterrichtet werden.

## Sport- und Kulturvereine
- Förderverein Steinzeitdorf Ehrenstein e. V.
- Landwirtschaftlicher Ortsverein Ehrenstein/Klingenstein
- Schützenverein Ehrenstein